# Soul Sound
Soul Sound è un singolo del gruppo musicale pop britannico Sugababes, pubblicato il 16 luglio 2001 dall'etichetta discografica London.
La canzone, scritta da Ron Tom e Todd Edwards, è stata il quarto e ultimo singolo estratto dall'album di debutto del gruppo, One Touch.

## Tracce e formati
UK CD single 1
1. Soul Sound [Radio Edit] - 3:53
2. Run for Cover [Live at Radio 1] - 3:06
3. Soul Sound [Live at Radio 1] - 4:35
4. Soul Sound [Video]

UK CD single 2
1. Soul Sound [Soulchild Mix] - 5:00
2. Soul Sound [Medway City Heights Mix] - 7:29
3. Soul Sound [Joey Negro Club Mix] - 7:02

Australian CD single'
1. Soul Sound [Radio Edit] - 3:53
2. Soul Sound [Soulchild Mix] - 5:00
3. Soul Sound [Live at Radio 1] - 4:35
4. Run for Cover" [Live at Radio 1] - 3:06

## Classifiche
| Classifica (2001) | Posizione raggiunta |
| ----------------- | ------------------- |
| Regno Unito       | 30                  |